# Charora
Charora is een geslacht van rechtvleugeligen uit de familie veldsprinkhanen (Acrididae). De wetenschappelijke naam van dit geslacht is voor het eerst geldig gepubliceerd in 1888 door Saussure.

## Soorten
Het geslacht Charora omvat de volgende soorten:
- Charora crassivenosa Saussure, 1888
- Charora kurda Uvarov, 1933
- Charora pentagrammica Bolívar, 1899
- Charora persa Uvarov, 1933
- Charora similis Bey-Bienko, 1951